# Construyendo un imperio
Construyendo un Imperio (Engineering an Empire, en inglés) es un programa de History que explora la ingeniería y / o proezas arquitectónicas que eran características de algunas de las mayores sociedades de este planeta. Es presentado por Peter Weller, más conocido por su papel como RoboCop en las dos primeras películas de RoboCop, y por su papel como Buckaroo Banzai en el clásico-cultural The Adventures of Buckaroo Banzai Across the 8th Dimension; además de que también es profesor en la Universidad de Siracusa donde obtuvo su Maestría en Arte Romano y del Renacimiento. El productor ejecutivo es Dolores Gavin. El programa comenzó como un documental sobre las hazañas de ingeniería de la antigua Roma y más tarde se convirtió en una serie. Originalmente se emitió una temporada completa de capítulos semanales